# Schizomida
Los esquizómidos (Schizomida) son un orden de arácnidos que incluye unas 220 especies, distribuidas principalmente en las regiones tropicales. La mayor diversidad está en la región Neotropical: México posee 21 especies; las Antillas, 39; y América del Sur, 24. El tamaño de sus ejemplares es extremadamente reducido, menos de 5 mm de largo, por lo cual son escasos en las colecciones y los métodos necesarios para obtenerlos raramente son aplicados en las recolectas aracnológicas.

## Taxonomía
Los esquizómodos incluyen tres familias:
- Calcitronidae† Petrunkevitch, 1945
- Hubbardiidae Cook, 1899
- Protoschizomidae Rowland, 1975

## Morfología
Los esquizómidos son arácnidos relativamente pequeños, de cuerpo blando, de aspecto similar a los Uropygi. El prosoma (cefalotórax) está dividido en tres regiones, cada una cubierta por placas, el gran protopeltidio y los pares más pequeños de mesopeltidios y metapeltidios. El nombre significa "mitad hendida o hendida", en referencia a la forma en que el prosoma se divide en dos placas separadas. 
El opistosoma (abdomen) es un óvalo liso de 12 segmentos reconocibles. El primero se reduce y forma el pedicelo, mientras que los tres últimos se estrechan, formando el pigidio. El último segmento lleva una cola corta en forma de látigo o flagelo, que consta de no más de cuatro segmentos. Las hembras generalmente tienen flagelos de 3 a 4 segmentos, mientras que en los machos es de un solo segmento.
Al igual que los órdenes relacionados Uropygi, Amblypygi y los Solifugae, más distantemente relacionados, los esquizómidos usan solo seis patas para caminar, habiendo modificado sus dos primeras patas para que sirvan como órganos sensoriales. También tienen pedipalpos grandes y bien desarrollados en forma de pinza justo antes de las patas sensoriales. Las patas traseras están modificadas para saltar, como parte de su respuesta de escape cuando se sienten amenazados. 
Los esquizómidos no tienen ojos propiamente dichos, pero algunas especies tienen manchas oculares vestigiales capaces de distinguir la luz de la oscuridad. Respiran a través de un único par de pulmones en forma de libro ubicados en el segundo segmento abdominal, ya que el segundo par en el tercer segmento abdominal que se encuentra en los otros órdenes de Tetrapulmonata se ha perdido.

## Ecología
Los esquizómidos por lo general, viven en la hojarasca de selvas tropicales, particularmente en la capa superior del suelo orgánico, debajo de las rocas, dentro y debajo de troncos podridos e incluso en cuevas. Aunque la mayoría de las especies están restringidas a las selvas tropicales, también se pueden encontrar en áreas boscosas vecinas. Además, algunas especies se han encontrado en nidos de insectos; especialmente termitas y hormigas. Los esquizómidos también se encuentran ocasionalmente viviendo en los árboles; especialmente en bosques tropicales que se inundan estacionalmente, lo que obliga a los arácnidos a desplazarse hacia lo alto de los árboles para evitar ahogarse. 
Los esquizómidos son depredadores activos que usan constantemente sus patas anteniformes para examinar el suelo del bosque en busca de presas potenciales que incluye  cochinillas, milpiés, cucarachas, gusanos, colémbolos, termitas, piojos de libro y zorápteros. Las presas pueden variar en tamaño desde el 10% de su tamaño corporal hasta el 100%. Una vez que se encuentra la presa potencial, el arácnido usa sus patas anteniformes para determinar el tamaño de la criatura y notar las extremidades. Si el esquizómido no se retira, se lanzará hacia adelante y agarrará a su víctima con sus pedipalpos. Luego, la presa es sometida y posiblemente llevada al refugio de una grieta cercana para ser comida. Los quelíceros desmembran la presa antes de que los tejidos se licúen en quimo y se ingieran mediante succión con la boca. Los esquizómidos pueden sobrevivir mucho tiempo sin alimento; se ha demostrado que algunos sobreviven cinco meses sin alimento.